# Čertův stolek
Čertův stolek je skalní vyhlídka v Údolí řeky Doubravy, která poskytuje pohledy zejména do hloubky. Nachází se asi 3 km východně od Chotěboře v okrese Havlíčkův Brod v Kraji Vysočina, naproti vyhlídce na skále Sokolohrady, mezi nimiž teče řeka Doubrava. V blízkosti se nacházejí dvě umělé jeskyně Čertova a Poustevna.
Pověst vypráví, že se zde pokoušel sám ďábel svést k hříchu místního poustevníka. Jiná pak, že měl tuto skálu upustit čert, který měl škodit stavitelům hradu Sokolova na Sokolohradech, když byl vyrušen kohoutím zakokrháním.